# Franz Kieslinger
Franz Kieslinger (* 16. November 1891 in Wien; † 18. Januar 1955) war ein österreichischer Kunsthistoriker und Kunsthändler, der am Kunstraub in der Zeit des Nationalsozialismus beteiligt war.

## Leben
Kieslinger war ein Sohn des Ministerialrates Ing. Franz Kieslinger. Er studierte von 1911 bis 1914 Kunstgeschichte an der Universität Wien bei Josef Strzygowski und Max Dvořák. Von 1913 bis 1915 war er außerordentliches Mitglied des Instituts für Österreichische Geschichtsforschung. Er war danach Soldat im Ersten Weltkrieg und wurde als Oberleutnant bei den Piaveschlachten schwer verwundet. Er wurde 1919 zur Geschichte der Glasmalerei promoviert und arbeitete in den Folgejahren als Kunsthistoriker, ohne eine feste Anstellung zu finden. Er arbeitete daher im Kunsthandel und war auch bei Bedarf als Kunstsachverständiger für das Wiener Dorotheum tätig. Er veröffentlichte seine Dissertationsschrift als Buch und verfasste Katalogtexte zu Ausstellungen und zu Versteigerungen.
Kieslinger wurde nach dem Anschluss Österreichs am 12. März 1938 von Leopold Blauensteiner zum beeideten Schätzmeister für ältere Kunst ernannt und im September 1938 zum Geschäftsführer des „arisierten“ Kunsthandels S. Kende. Besitzer waren zu diesem Zeitpunkt Herbert und Melanie Kende, die Witwe Samuel Kendes. Der Kunsthandel wurde vom Münchener Kunsthändler Adolf Weinmüller übernommen, in dessen Interesse Kieslinger fortan arbeitete. Kieslinger inventarisierte im Juli 1938 die  Kunstsammlung von Fritz Grünbaum, darunter 81 Werke von Egon Schiele, zu dieser Zeit wohnte Kieslinger in Perchtoldsdorf. Sein Name und sein Verzeichnis wurden später im Zusammenhang mit Restitutionsfragen von Schieles Werken, so auch Tote Stadt III 1911, genannt.
Kieslinger trat zum 1. Juni 1940 der NSDAP bei (Mitgliedsnummer 7.683.103).
Im Frühjahr 1940 folgte Kieslinger dem SS-Oberst Kajetan Mühlmann, für den er schon in Wien gearbeitet hatte und der zwischenzeitlich im besetzten Polen den Kunstraub organisiert hatte, in die besetzten Niederlande. Er wurde Mitarbeiter dessen dort neu geschaffener „Dienststelle Mühlmann“ und wurde vom Reichskommissar für die Niederlande Arthur Seyß-Inquart zum „Sammelverwalter“ für die aus „feindlichem Besitz“ beschlagnahmten Kunstobjekte ernannt. In dessen Auftrag inventarisierte er die Sammlung des verstorbenen Sammlers Fritz Mannheimer und informierte Anfang 1941 Hans Posse, dass die Sammlung drohe in spekulative Hände zu geraten. Er sorgte für die Umlagerung der Sammlung Mannheimer in das Kloster Hohenfurth. Neben den höchsten NS-Funktionären wurden die deutschen Auktionshäuser Lange und Weinmüller Hauptabnehmer der von der „Dienststelle Mühlmann“ zusammengetragenen Kunstschätze, auch das Wiener Dorotheum wurde beliefert.
Kieslinger blieb nach Ende des Nationalsozialismus unbehelligt, er wurde nicht befragt, über seine Entnazifizierung ist nichts bekannt. Er war weiterhin als gerichtlich beeideter Kunstsachverständiger und Kunsthändler tätig und beriet vor allem den Sammler Rudolf Leopold.
Sein jüngerer Bruder war der Geologe Alois Kieslinger, der postum sein Schriftenverzeichnis anlegte.

## Schriften (Auswahl)
- Glasmalerei in Österreich,	ein Abriß ihrer Geschichte, Wien: Hölzel, 1922
- Die mittelalterliche Plastik in Österreich. Ein Umriß ihrer Geschichte, Wien: Österr. Bundesverlag f. Unterr., Wiss. u. Kunst, 1926
- Gotische Glasmalerei in Österreich bis 1450, Wien: Amalthea-Verlag, 1928
- Der plastische Schmuck des Westportales bei den Minoriten in Wien, Wien: Selbstverl., 1928
- Mittelalterliche Skulpturen einer Wiener Sammlung, Wien: Gerlach & Wiedling, 1937
- Freiwillige Versteigerung einer vornehmen Wohnungsrichtung (Möbel, Gemälde, Porzellan, Silber, Teppiche usw.) am 7. u. 8. Nov. 1940 ... im Haus Rennweg Nr 3 ... Katalog Nr 12 / [F. Kieslinger], Wien: Wiener Kunstversteigerungshaus A. Weinmüller 1940 dnb
- Unser Dom. Bemerkungen über sein mittelalterl. Werden u. seine Schöpfer. Zum österr. Katholikentag 1952. , Wien: Österreichische Staatsdruckerei, 1952
- Unbekanntes am bekanntesten Orte: Deutung des einzig erhaltenen Lunetten-Mosaiks an der Front des Markusdomes über der Porta Alipio, Wien: Gerold & Co., 1954